# Cecilia Stegö Chilò
Marie Cecilia Stegö Chilò (IPA: /kɪˈloː/), född 25 mars 1959 i Linköping, död 15 februari 2025 i Tjärstads distrikt i Kinda kommun, Östergötlands län, var en svensk journalist, politiker för Moderaterna och styrelseproffs. Hon var kulturminister i regeringen Reinfeldt från 6 oktober till 16 oktober 2006 och hade då även ansvar för idrottsfrågor. I media beskrevs Stegö Chilò ofta som nyliberal, men det var en etikett som hon själv ogillade.

## Biografi
Mellan 2005 och 2006 var Stegö Chilò verkställande direktör för Stiftelsen Fritt Näringsliv och chef för tankesmedjan Timbro. Åren 1982–1983 var hon vice ordförande i Fria Moderata Studentförbundet. Hon var även under en period ledarskribent och reporter på Svenska Dagbladet, arbetade för den moderata partiledningen och kommenterade svensk och europeisk politik i radio och TV. Stegö Chilò gjorde 1998 en mycket uppmärksammad granskning i SvD av det socialdemokratiska borgarrådet Mats Hulth, bland annat om hur han använde stadens kontokort, vilket ledde till hans avgång. Hon satt i flera bolagsstyrelser och arbetade som egen företagare. Hon lämnade Moderaterna 1995 i protest mot uteslutningen av EU-motståndaren Björn von der Esch. 2006 gjorde hon dock en kort comeback i partipolitiken, då hon utsågs till kulturminister, en befattning som hon lämnade efter 10 dagar. Hon efterträddes av Lena Adelsohn Liljeroth den 24 oktober 2006.
Efter sin korta tid som kulturminister var hon seniorrådgivare på PR-byrån Springtime.

## Kulturminister
Cecilia Stegö Chilòs dagar som kulturminister blev stormiga då det framkom att hon inte hade betalat TV-licens på åtminstone 16 år och använt svart hemhjälp. Den 16 oktober 2006 avgick hon som statsråd på grund av all medial uppmärksamhet och för att hon blivit polisanmäld av både Radiotjänst och fackförbundet Transport. Hon medgav i efterhand att hon aldrig betalat svensk TV-licens, men däremot betalade familjen avgiften under två år då de bodde i Tyskland. Hon uppgav att licensskolket började som en ungdomsprotest eftersom hon ansåg att statlig television är principiellt fel. Moderata ungdomsförbundet drev kring 1990 en kampanj med budskapet "Det är fel att betala tv-licens" med liknande argument.
Redan innan det uppdagats att hon bland annat inte betalt TV-licens möttes utnämningen av henne av förvåning och kritik från flera parter inom Kultursverige.

### Avgången
Cecilia Stegö Chilò valde efter tio dagar som minister att avgå. En del moderater beklagade detta beslut, medan andra inom partiets konservativa falang, liksom personer inom den konstnärliga sfären, såg hennes avgång som motiverad och innebärande en minskad risk för ökad privatisering inom kultursektorn.

## Styrelseuppdrag
Cecilia Stegö Chilò verkade som styrelseledamot i flera bolag i Sverige. Bland uppdragen fanns styrelseuppdrag i Saab AB, Spendrups, Fortum-koncernens fjärrvärmebolag, investmentaktiebolaget Spiltan och Gotlands Bryggeri.
Chilò var även styrelseledamot i stiftelsen Expo under en period.